# Lorride
Na mitologia nórdica, Lorride (também Lóriði, Loridi) será uma das duas filhas de Thor com a sua segunda esposa Sif. Só outra filha deste casamento é conhecida, Thrud.
Há muito pouca informação sobre Lorride, sendo referido o seu nome nas fontes antigas, no Prólogo, da Edda em prosa e na Edda poética, no Þrymskviða, que conta sobre o roubo do martelo de Thor. Existe a hipótese de Lorride ser outro nome por que era chamado o próprio Thor.

## Atestações
Edda poética, no Þrymskviða 
| 9."Ek hef Hlórriða. hamar of fólginn átta röstum fyr jörð neðan, hann engi maðr aftr of heimtir nema færi mér Freyju at kvæn." | (em inglês) Loki spake: "III fare the gods, \| ill fare the elves! Hast thou hidden \| Hlorrithi's hammer?" Thrym spake: 7. "I have hidden \| Hlorrithi's hammer, Eight miles down \| deep in the earth; And back again \| shall no man bring it If Freyja I win not \| to be my wife." |